# Typ F (Straßenbahn Timișoara)
Als Typ F wird eine sechs Fahrzeuge umfassende Kleinserie zweiachsiger Triebwagen der Straßenbahn Timișoara in Rumänien bezeichnet. Die normalspurigen Zweirichtungswagen entstanden in den Jahren 1925 bis 1927 im Eigenbau des örtlichen Verkehrsbetriebs Tramvaiele Comunale Timișoara (T.C.T.) und waren bis in die 1980er Jahre im Einsatz. 

## Beschreibung
Die Wagen des Typs F waren 8100 Millimeter (Wagenkasten) beziehungsweise 8900 Millimeter (Länge über Kupplung) lang, 2070 Millimeter breit, ihr Achsabstand betrug 2880 Millimeter. Sie wogen 9000 Kilogramm und boten 43 Fahrgästen Platz, diesen standen neben 18 Sitzplätzen auf den beiden Längssitzbänken 25 Stehplätze zur Verfügung. Die Einstiegsbühnen waren offen ausgeführt, optisch ähnelten die neuen Triebwagen dabei den ab 1928 gebauten Beiwagen des Typs CII. Sie besaßen ursprünglich Lyrastromabnehmer, die im Zuge des Modernisierungsprogramms der Jahre 1956 bis 1960 durch Scherenstromabnehmer ersetzt wurden.

## Geschichte

### Einsatz als Einzelwagen
Die sechs F-Wagen wurden wie folgt hergestellt, ihre elektrischen Ausrüstungen erhielten sie gebraucht von zu Beiwagen umgebauten Weitzer-Triebwagen der Baujahre 1898/1899: 
| 1925: | Wagen 101 und 102 |
| 1926: | Wagen 103 und 104 |
| 1927: | Wagen 105 und 106 |

Nach den Weitzer-Triebwagen, den B-Wagen, den D-Wagen und den DII-Wagen waren die F-Wagen die fünfte Baureihe elektrischer Triebwagen in Timișoara. Nach Ablieferung der vierfenstrigen F-Wagen modifizierte die Straßenbahngesellschaft im Laufe des Jahres 1927 die Baupläne und konstruierte den weitgehend baugleichen aber etwas längeren und fünffenstrigen Typ FII, weshalb vom Typ F nur sechs Exemplare entstanden. 
Nachdem die Linie 6 ab 1936 als Ringlinie verkehrte, baute die Straßenbahngesellschaft die sechs Wagen des Typs F im Zuge anstehender Hauptuntersuchungen wie folgt zu den ersten Einrichtungsfahrzeugen der Straßenbahn Timișoara um:
- 104: 28. Oktober 1936
- 101: 10. September 1937
- 102: 7. Februar 1938
- 103: 29. Juni 1938
- 105: 22. Dezember 1938
- 106: 22. Dezember 1938

Hierbei wurden auf einer Seite die offenen Einstiege verschlossen, wodurch die Kapazität etwas gesteigert werden konnte, auf der anderen Seite erhielten sie zweiteilige pneumatische Klapptüren die nach außen öffneten. Diese bewährten sich jedoch auf Dauer nicht und wurden in späteren Jahren durch einteilige, manuell zu bedienende Schiebetüren ersetzt. 
1964 baute die Straßenbahngesellschaft den F-Wagen 105 in den T1-62-Triebwagen Nummer 79 um, das heißt, er erhielt einen neuen Stahlaufbau in Einrichtungsbauweise. Außerdem wurden die F-Wagen fortan, zusammen mit den beiden ähnlichen Wagen der Splitterbaureihe Fa, als neuer Typ T.2 geführt.

### Einsatz als Doppeltriebwagen
Aus den verbleibenden fünf F-Wagen und dem letzten verbliebenen FII-Einzelwagen 113 entstanden 1966 schließlich drei weitere Zwillingstriebwagen mit den Nummern 101–102, 103–104 und 105–106, wobei der genannte Wagen 113 die Nummer 105 in Zweitbesetzung erhielt. Hierbei verloren die Wagen 102, 104 und 106 jeweils ihren Stromabnehmer und wurden fortan vom anderen Wagen per Starkstromkabel mitversorgt. Außerdem wurden die F-Wagen im Zuge des Umbaus zu Zwillingstriebwagen auch wieder in Zweirichtungswagen zurückgebaut. Allerdings besaßen sie weiterhin nur auf einer Seite Türen. Zusätzlich wurde den beiden F-Zügen sowie dem gemischten F-FII-Zug für den Einsatz auf der Linie 4 in die Mehala noch je ein antriebsloser Mittelbeiwagen der Typen AII beziehungsweise C eingefügt:
| 101–2–102 |
| 103–6–104 |
| 105–1–106 |

Außerdem erhielten die Fahrzeuge damals Einzelsitze mit 1+1-Bestuhlung statt der zuvor eingebauten Längssitzbänke. Hierbei saßen die Fahrgäste in jeweils einem Wagen alle in Fahrtrichtung, während im anderen Teil des Doppeltriebwagens alle Sitze gegen die Fahrtrichtung angeordnet waren. Die beiden Wagen 103 und 104 erhielten darüber hinaus noch neue einteilige Frontscheiben sowie beleuchtete Zugzielanzeigen.
Bereits im Frühjahr 1969 tauschte die Straßenbahngesellschaft den Mittelwagen 6 gegen den zu diesem Anlass demotorisierten Pionier-Wagen 144 aus. Ab 1970 waren die drei Züge 101–102, 103–104 und 105–106 schließlich nur noch als Zweiwagenzug im Einsatz. Um sie auch auf den zweigleisig ausgebauten Streckenabschnitten mit nach Fahrtrichtung getrennten Bahnsteigen einsetzen zu können, erhielten außerdem alle fünf verbliebenen F-Wagen in der ersten Hälfte der 1970er Jahre ihre beidseitigen Einstiege zurück. 
Die Züge 101–102 und 103–104 wurden 1980 ausgemustert, weil die Linie 7 ab diesem Jahr wieder als Ringlinie im Einrichtungsbetrieb verkehrte und der Bedarf an Zweirichtern weiter sank. Lediglich der gemischte Zug 105–106 war noch bis 1985 auf der Linie 5 in die Ronaț im Einsatz, bevor er dort von einem Pionier-Doppeltriebwagen ersetzt wurde, der die Nummern 105–106 übernahm. Von den ursprünglich sechs F-Wagen blieb keiner erhalten.